# Jorge Checa Eguiguren
Jorge Ignacio Checa Eguiguren fue un político peruano
Nació en Piura, Perú, el 1 de febrero de 1912 siendo el décimo cuarto y último hijo de Miguel Checa y Checa y Victoria Eguiguren Escudero. Se casó en Miraflores el 27 de octubre de 1944 con Celia León Sasieta con quien tuvo dos hijos. 
En 1939 fue elegido diputado por la provincia de Sullana con 771 votos. Durante su gestión procuró la creación del Colegio Nacional Carlos Augusto Salaverry mediante Ley N° 10199 del 2 de junio de 1945. Paralelamente a su función parlamentaria, entre los años 1936 y 1940, fue presidente del club Alianza Lima.  En los años 1950 fue nombrado Prefecto de Piura y en 1963 tentó su elección como senador por el departamento de Piura por el Partido Aprista Peruano sin obtener la representación.
Falleció en Lima el 10 de octubre de 1994.